# Star ou Boucher
Star ou Boucher (Sons of Butcher) est une série télévisée d'animation canadienne en 26 épisodes de 23 minutes créée par Dave Dunham, Trevor Ziebarth et Jay Ziebarth basée sur le groupe de musique Sons of Butcher, diffusée entre le 5 août 2005 et le 12 janvier 2007 sur Teletoon.
Au Québec, elle a été diffusée à partir du 2 septembre 2005 sur Télétoon.

## Synopsis
Star ou Boucher propose une incursion au cœur de l'univers excentrique et des fantasmes d'adolescents de trois « dieux du rock » en herbe. Dan Boucher, Ricky Boucher et Théo Borsky sont trois rockeurs investis d'une mission. Quand ils ne travaillent pas dans leur boucherie située dans un quartier populaire du centre-ville de Steeltown en Ontario, ils font du rock avec leur groupe qui, comme la boucherie, se nomme Star ou Boucher.

## Distribution

### Voix originales
- Dave Dunham : Sol Butcher
- Trevor Ziebarth : Ricky Butcher
- Jay Ziebarth : Doug Borski
- Max Smith : Carlos, Ervin Lejund, Yves, Nancy, Cliff, Mike Pitts
- Peter Cugno : Jean-Guy
- Jeff Wincott : Ram Punchington, Duster Killby, Jack Nimble
- Ron Pardo : Giorgio Jones
- Jeff Lumby : Kip Deacon
- Jeff Teravainen : Tiamat
- Theresa Noon : Tittiana
- Rudy Ray Moore : Rudy
- Sora Olah : Cherry Lafontaine
- Shannon Perreault : Shalilah

### Voix québécoises
- Marc Labrèche (saison 1), Alain Zouvi (saison 2) : Dan Boucher
- Paul Sarrasin : Dan Boucher (chant)
- Antoine Bertrand : Ricky Boucher
- Michel Perron : Giorgio Jones
- Benoit Rousseau : Kip Deacon
- Hugolin Chevrette : Théo Borski
- Antoine Durand : Jean-Guy

 Source et légende : version québécoise (VQ) sur Doublage.qc.ca

## Personnages
- Dan Boucher  (Dan Solsalito Ron Boucher) : Tous les jours, Dan doit combattre ses démons personnels : émotions refoulées, colères incontrôlables et problèmes de mémoire à court terme. Mais tout cela souvent sans grand succès. Il a un cœur en or et il est prêt à tout pour protéger Ricky et Théo. Dan est le personnage qui tient le plus au succès de la boucherie familiale, SOB. Il devient presque un père pour Ricky et Théo qui sont orphelins. Ses conseils erronés et ses discours chargés d'émotion sont le ciment qui permet au groupe de demeurer uni. Il prend soin de sa santé, il est sensible et authentique, mais il a un comportement affreux avec les femmes. Il souffre encore de sa rupture avec Julie, sa petite amie du secondaire, et il le cache mal même dans les meilleurs moments, mais il fait de gros efforts pour demeurer optimiste. Maintenant âgé de 19 ans, c'est en grandissant près de son père, Arpo, que Dan a appris à aimer la viande et à respecter la tradition familiale. Pour lui, la boucherie passe avant tout. Dans le groupe, il joue de la guitare avec son frère Ricky.

- Ricky Boucher (Richard René Réginal « R » Boucher - Le « R » est silencieux) : Ricky est excessif à tous points de vue. C'est un épicurien qui a manqué d'influence maternelle. Grossier, soupe au lait, passionné, arrogant malgré lui et rebelle, Ricky recherche d'abord son avantage personnel, qui consiste généralement à être constamment le centre d'intérêt. L'image déformée qu'il a de lui-même et son ambition sans bornes en font un adolescent effronté de 17 ans, et bien qu'il se vante de ses prouesses sexuelles, il est demeuré un enfant qui cherche sans cesse à remplacer sa mère en sortant avec des femmes beaucoup plus âgées. Dans le peu de temps passé près de sa mère, Ricky a appris qu'il faut rêver à de grandes choses et que la vie a beaucoup plus à offrir que du rôti de côtes et de la saucisse de porc. Pour Ricky, le groupe passe avant tout. Ricky est le guitariste et le chanteur du groupe.

- Théo Borski (Théodore Peroni Borski) : Après être arrivé au pays, Théo a grandi en écoutant du hip-hop et en regardant des talk-shows l'après-midi à la télé. Éternel marginal, Théo a été engagé par Arpo pour nettoyer la boucherie, et c'est en essuyant le sang et en ramassant les boyaux qu'il a trouvé sa voie. C'est grâce à sa connaissance tribale traditionnelle du rythme que Théo a réussi à maîtriser la guitare basse et à s'assurer une place au cœur de cette sainte trinité du rock. Théo manque de confiance en lui et il n'est vraiment à l'aise que sur scène. Le reste du temps, sa timidité et sa libido déchaînée le rendent plutôt solitaire. Pour Théo, ce qui compte avant tout, c'est l'approbation des autres. Quand il n'est pas d'accord avec quelque chose, il exprime son incrédulité avec la phrase : « C'est quoi c't'affaire-là ? ». Il apprend aussi qu'il est atteint de daltonisme dans l'épisode : On pond le messie (Birthin' the Messiah) de la saison 2.

- Arpo Boucher : Arpo est le père de Dan et Ricky, mort dans un accident de hachoir à viande. Tout comme son fils Dan, il était un grand alcoolique, et souvent, il abusait et insultait les deux jeunes (si on en croit les flashback). L'identité de leur mère est inconnue. L'esprit d'Arpo est revenue une fois pour posséder une maison hantée que Dan a créée pour l'Halloween, pour le punir parce qu'elle n'était pas assez effrayante. Il vit actuellement en enfer, et son visage n'est jamais montré (il y a une citrouille à la place qui bouge les lèvres et les yeux comme son vrai visage).

## Épisodes

### Première saison (2005)
1. On enterre le passé (Buryin' the Past)
2. On part à la chasse (Huntin' the Legend)
3. On croit rêver (Livin' the Dream)
4. On fait tout un cirque (Findin' the Nuts)
5. On cherche à se ranger (Losin' the Love)
6. On va à la pêche (Fishin' the Hole)
7. On sauve la boucherie (Savin' the Shop)
8. On passe du temps à l'ombre (Doin' the Time)
9. On perd son âme (Suckin' the Soul)
10. On règle les comptes (Payin' the Bills)
11. On craque pour mémère (Lovin' the Granny)
12. On pogne à l'os (Walkin' the Dog)
13. On « cruise » en croisière (Rockin' the Boat)

### Deuxième saison (2006-2007)
1. On lit l'avenir (Readin' the Bowl)
2. On saoule la réserve (Hittin' the Rez)
3. On revend des billets (Scalpin' the Ticket)
4. On aime les cascades (Handlin' the Bike)
5. On bat le grec (Fightin' the Greek)
6. On renvoie le groupe (Firin' the Band)
7. On pogne une job (Workin' the Steel)
8. On lance les fusées (Ridin' the Rocket)
9. On chasse le diable (Chasin' the Demon)
10. On joue son rôle (Playin' the Part)
11. On fait la leçon (Teachin' the Touches)
12. On conte des pipes (Spinnin' the Yarn)
13. On pond le messie (Birthin' the Messiah)

## Commentaires
- Basée sur le groupe de musique canadien du même nom, cette série est entièrement animée par ordinateur, avec un mélange de plusieurs logiciels comme Macromedia Flash.
- Tandis que la série est animée avec Flash, les visages des trois personnages principaux sont filmés, pour permettre aux personnages de montrer plus d'émotions et d'utiliser un langage non verbal à travers des expressions.
- Ce qui est étonnant dans cette série, c'est que les mots vulgaires ne sont pas censurés alors qu'elle est classée 13 ans et +.
- Un des surnoms de la ville canadienne Hamilton est Steeltown, le nom de la ville de la série.